# Joseph Michael Acaba
Joseph Michael Acaba (Inglewood, Kalifornia, 1967. május 17.–) spanyol/amerikai geológus, űrhajós.

## Életpálya
1990-ben a Kaliforniai Egyetemen geológiából diplomázott. 1992-ben az Arizonai Egyetemen geológiából doktorált. Floridában természettudományi tanárként dolgozott.
2004. május 6-tól részesült űrhajóskiképzésben a Lyndon B. Johnson Űrközpontban, valamint a Jurij Gagarin Űrhajóskiképző Központban. Két űrszolgálata alatt összesen 137 napot, 19 órát és 22 percet töltött a világűrben.

## Űrrepülések
- STS–119 a Discovery űrrepülőgép 36. repülésén küldetés specialista. Az ISS űrállomásra szállította az utolsó kettő rácsos elemet, valamint a napelemszárnyakat. Első űrrepülése alatt összesen 12 napot, 19 órát és 30 percet töltött a világűrben. Kettő űrsétán (kutatás, szerelés) 12 óra és 57 percet töltött az űrállomáson kívül. 202 alkalommal kerülte meg a Földet, és 5,3 millió mérföldet repült.
- Szojuz TMA–04M fedélzeti mérnöke. Fogadta a Dragon űrhajót, a teherűrhajót, valamint a harmadik japán teherűrhajót. Második űrrepülése alatt összesen 137 napot, 23 órát és 52 percet töltött a világűrben. Szolgálata alatt kettő űrsétát (kutatás, szerelés, hajtott végre az ISS fedélzetén kívül.

### Tartalék személyzet
Szojuz TMA–22 fedélzeti mérnöke.